# Hiromi (modelo)
Hiromi Shinhata (新畑 博美 Shinhata Hiromi?,  Filipinas, 21 de marzo 1990), conocida como Hiromi (estilizado como HiROMi), es una modelo japonesa, quien ha estado activa en el campo del modelaje profesional y comercial desde finales de 2000. Anteriormente una modelo popular para la revista Egg, es conocida por su aspecto andrógino y es especialmente popular en la escena gal. Hiromi es abiertamente lesbiana.